# 大西忠重
大西 忠重（おおにし ただしげ、1959年10月29日 - ）は、日本の裁判官。岡山県出身。東京大学卒業。大阪高等裁判所判事。

## 経歴
- 1983年　司法修習生（第37期）
- 1985年　京都地方裁判所判事補任官
- 1987年　広島地方裁判所福山支部判事補・広島家庭裁判所福山支部判事補
- 1990年　大阪地方裁判所判事補
- 1993年　青森地方裁判所・青森家庭裁判所八戸支部判事補兼十和田支部判事補
- 1995年　青森地方裁判所・青森家庭裁判所八戸支部判事兼十和田支部判事
- 1996年　大阪地方裁判所判事
- 1999年　福岡地方裁判所判事・福岡家庭裁判所判事
- 2004年　大阪高等裁判所判事
- 2005年　大阪地方裁判所判事
- 2006年　大阪地方裁判所部総括判事（第23民事部）
- 2009年1月　大阪高等裁判所判事（第14民事部）

主に民事裁判を担当。

## 担当訴訟
- 現金書留郵便の配達について問い合わせた女性が特定郵便局長から暴言を吐かれ精神的苦痛を受けたとして損害賠償を求めた事件（2006年、大阪地方裁判所裁判官）

侮辱的な発言をするなどした行為は不法として慰謝料300万円を求めた女性に対し50万円の賠償を命じる判決
- 自衛隊イラク派遣差し止め訴訟（2006年、一審大阪地方裁判所裁判長）

原告らが自衛隊のイラクへの派遣は憲法に違反するとして国を相手に違憲確認と差し止め、慰謝料を求めたのに対し原告が神的苦痛を受けたことは認めたが、「原告の願いは政策批判活動などによって実現されるべきものであり、法的保護に値する利益とは言えない」と述べ、派遣差し止めと慰謝料請求は棄却する判決。違憲確認請求については原告の権利救済手段として適切ではないとして却下し、憲法判断に踏み込まなかった。